# Pirata abalosi
Pirata abalosi este o specie de păianjeni din genul Pirata, familia Lycosidae. A fost descrisă pentru prima dată de Mello-leitão în anul 1942. Conform Catalogue of Life specia Pirata abalosi nu are subspecii cunoscute.